# Guilherme de Saint-Thierry

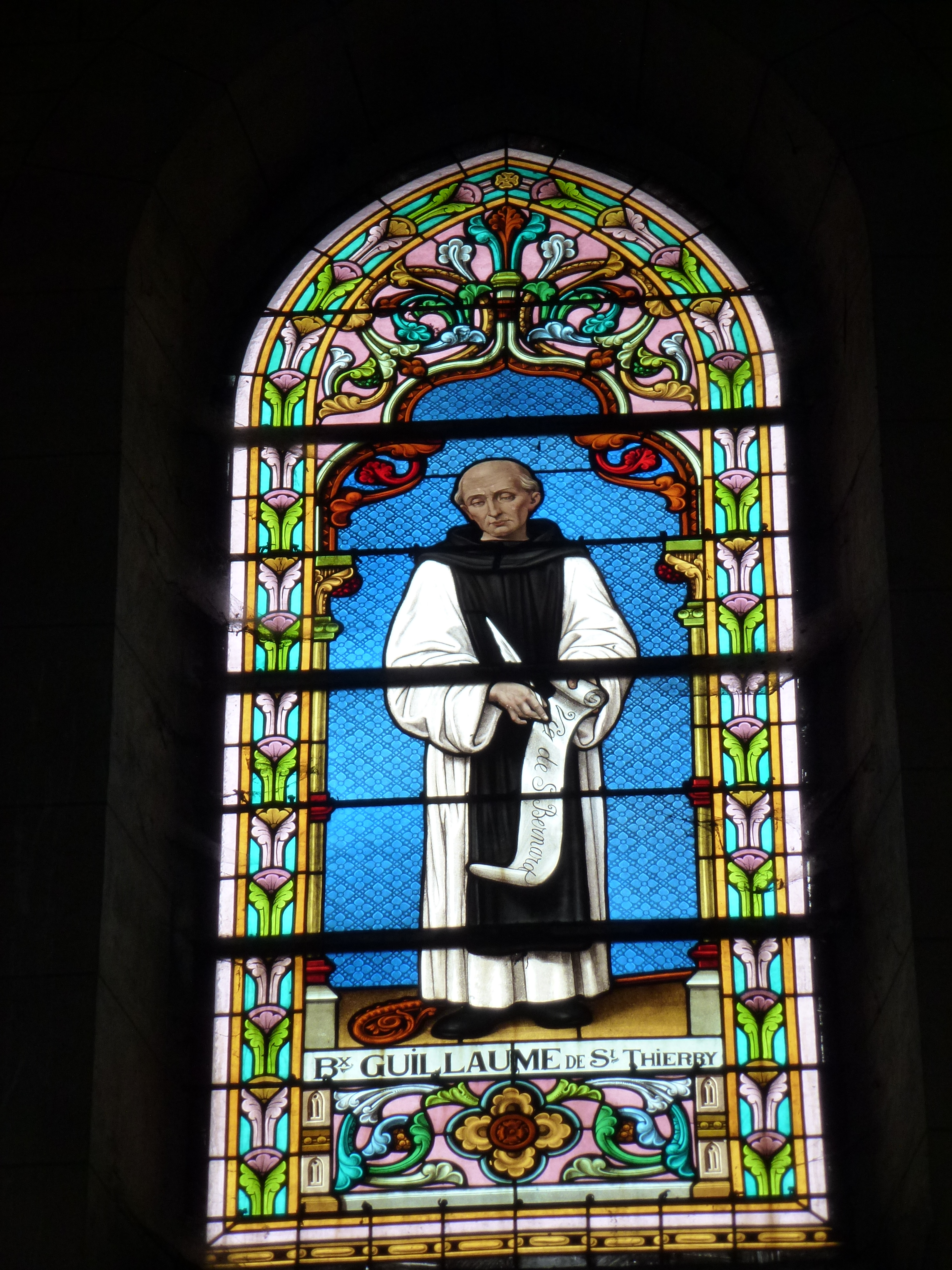
Guilherme de Saint-Thierry

Guilherme de Saint-Thierry (em latim: Guillelmus S. Theodorici; em francês:  Guillaume de Saint-Thierry; m. 1148), chamado por vezes de Guilherme de São Teodorico, foi um teólogo, místico e abade em Saint-Thierry.

## Vida
Guilherme nasceu em Liège (na moderna Bélgica) numa família nobre entre 1075 e 1080 e morreu em Signy em 1148. Provavelmente estudou na escola catedrática de Reims, embora alguns defendam que tenha sido em Laon, antes de tornar-se um monge beneditino juntamente com seu irmão, Simão, no mosteiro de São Nicásio, em Reims, em algum momento depois de 1111. De lá, ambos tornaram-se abades de outras casas beneditinas: Simão em St. Nicolas-aux-Bois, na Diocese de Laon, e Guilherme em Saint-Thierry, numa colina à vista de Reims em 1119.
Um ano antes, Guilherme encontrou-se com Bernardo de Claraval, abade do mosteiro cisterciense de Claraval, o início de uma amizade que perduraria por toda sua vida. Seu grande desejo sempre foi se mudar para lá e se tornar um cisterciense, mas Bernardo não gostou do plano e lhe impôs a responsabilidade de permanecer no comando de sua abadia para ajudar a reformá-la. A amizade dos dois se fortaleceu ainda mais quando Bernardo ficou internado na enfermaria de Claraval depois de uma enfermidade em 1125.
Guilherme foi instrumental no primeiro capítulo geral dos abades beneditinos da Diocese de Reims em 1131 e é possível que ele tenha sido o anfitrião do encontro em Saint-Thierry. Depois do segundo capítulo geral, em Soissons (1132), no qual muitas das reformas cistercienses foram adotadas pelos beneditinos, Guilherme submeteu sua "Responsio Abattum" ao cardeal Mateus — legado papal na diocese e crítico das reformas abaciais — defendendo com sucesso as reformas nos mosteiros beneditinos. Depois de muitas enfermidades duradouras e por conta de um desejo desde jovem de uma vida de contemplação, Guilherme renunciou finalmente ao seu posto em 1135 e entrou para a recém-fundada abadia cisterciense em Signy, também na Diocese de Reims. Ele não foi para Claraval para evitar que seu amigo tivesse que recusar sua abdicação. Já recluso, passou a dividir seu tempo entre orações, estudo e a literatura. De acordo com um contemporâneo, morreu em 1148, na mesma época do concílio realizado em Reims comandado pelo papa Eugênio III. O necrológio de Signy data a ocasião em 8 de setembro, alguns anos antes da morte de Bernardo, em 1153.

## Obras
Guilherme escreveu durante toda sua carreira como abade beneditino e monge cisterciense. Suas primeiras obras revelam um monge em contínua busca por Deus e investigando os vários e bons caminhos para ajudar a ascensão da alma a Deus para uma união espiritual, o objetivo final de Guilherme. Quando lidas cronologicamente, é possível discernir o desenvolvimento e evolução do pensamento de Guilherme.
Já no final de sua carreira, tendo escrito extensivamente sobre a vida espiritual e, especialmente, sobre a interpretação moral do "Cântico dos Cânticos", Guilherme conheceu as obras de Pedro Abelardo, cuja teologia trinitária e especialmente sua cristologia Guilherme considerou errôneas e perigosas. Guilherme escreveu uma obra contra Abelardo e alertou outros sobre suas preocupações, urgindo Bernardo a agir. Como resultado, Abelardo foi condenado pelo Concílio de Sens em 1140 ou 1141. Guilherme escreveu também contra o que percebia serem erros nas obras de Guilherme de Conches sobre o trinitarismo e contra Ruperto de Deutz sobre a teologia sacramental.
Além de suas cartas a Bernardo e outros, Guilherme escreveu ainda muitas outras obras, algumas das quais ele próprio enumera, algumas de maneira incorreta. No total, havia 22 obras atribuídas a ele (21 sobreviveram), todas escritas em latim entre c. 1121 e 1148.
Entre elas, em ordem cronológica aproximada, estão:
- "De contemplando Deo" ("Sobre a Contemplação de Deus") em 1121-24. Esta obra é às vezes pareada com "De natura et dignitate amoris" (abaixo) com o título "Liber solioquiorum sancti Bernardi"[2].

- "De natura et dignitate amoris" ("Sobre a Natureza e a Dignidade do Amor") por volta da mesma época. Também chamada às vezes de "Liber beati Bernardi de amore"[3].

- "Oratio domni Willelmi" ("Oração de Senhor Guilherme") na década de 1120.

- "Epistola ad Domnum Rupertum" ("Carta a Ruperto de Deutz").

- "De sacramento altaris" ("Sobre o Sacramento do Altar"), o mais antigo texto cisterciano sobre teologia sacramental, escrito em 1122-23[4].

- "Prologus ad Domnum Bernardum abbatem Claravallis" ("Prólogo ao Senhor Bernardo Abade de Claraval").

- "Brevis commentatio in Canticum canticorum" ("Breves Comentários sobre o Cântico dos Cânticos"), sua primeira exposição sobre este texto bíblico escrito em meados da década de 1120, logo depois do período de convalescença de Bernardo[5].

- "Commentarius in Canticum canticorum e scriptis S. Ambrosii" ("Comentário sobre o Cântico dos Cânticos com base nas obras de Santo Ambrósio") por volta de 1128.

- "Excerpta ex libris sancti Gregorii super Canticum canticorum" ("Trechos dos Livros de São Gregório [o Grande] sobre o Cântico dos Cânticos") por volta do mesmo ano.

- "Responsio abbatum" ("Resposta dos Abades") do capítulo geral dos abades beneditinos da Diocese de Reims em 1132.

- "Meditativae orationes" ("Meditações sobre a Oração"), escrita por entre 1128 e 1135[6].

- "Expositio super Epistolam ad Romanos" ("Exposição sobre a Epístola aos Romanos") de c. 1137[7].

- "De natura corporis et animae" ("Sobre a Natureza do Corpo e da Alma"), escrita por volta de 1138[8].

- "Expositio super Canticum canticorum" ("Exposição sobre o Cântico dos Cânticos"), seu longo comentário sobre o Cântico dos Cânticos, escrita em 1138[9].

- "Disputatio adversus Petrum Abelardum" ("Disputas contra Pedro Abelardo") como uma carta a Bernardo em 1139.

- "Epistola ad Gaufridum Carnotensem episcopum et Bernardum abbatem Clarae-vallensem" ("Carta ao Bispo Gaufrido de Chartres e ao Abade Bernardo de Claraval", um prefácio da "Disputatio").

- "Epistola de erroribus Guillelmi de Conchis" ("Carta sobre os Erros de Guilherme de Conches") também endereçada a Bernardo em 1141.

- "Sententiae de fide" ("Pensamentos sobre a Fé"), de 1142 (perdida).

- "Speculum fidei" ("Espelho da Fé") escrita entre 1142 e 1144[10].

- "Aenigma fidei" ("Enigma da Fé"), escrita entre 1142 e 1144[11].

- "Epistola ad fratres de Monte-Dei" ("Cartas aos Frades de Mont-Dieu", conhecida geralmente como "A Epístola Dourada") entre 1144 e 1145[12].

- "Vita prima Bernardi" ("Primeira Vida de Bernardo") em 1147, que foi depois completada por outros autores depois da morte de Bernardo em 1153.

### Influência
Três das obras de Guilherme eram amplamente lidas durante a Baixa Idade Média, mas geralmente atribuídas a Bernardo de Claraval — um sinal de sua qualidade e também mais uma razão de sua prolongada popularidade: "Epistola ad fratres de Monte Dei", "De natura et dignitate amoris" e "De contemplando Dei". Foi somente no início do século XX que o interesse por Guilherme como autor começou a se desenvolver e suas obras foram-lhe novamente atribuídas.
Guilherme se basou em autores tradicionais e importantes, monásticos e teológicos, de épocas anteriores, mas não de forma direta. Ele era um escritor criativo e independente em suas exposições e pensamentos. Seus próprios comentários revelam uma extraordinária percepção mesmo incorporando material de autores tradicionais como Agostinho de Hipona e Orígenes. Talvez suas obras mais influentes sejam as que tratam da vida espiritual de um monge contemplativo. É possível perceber através de suas obras uma evolução no pensamento de Guilherme, um amadurecimento de suas percepções e experiências espirituais, além de melhoras no estilo e organização do texto. Alguns estudiosos também defendem que Guilherme, mesmo tendo se baseado em textos de autores anteriores, sua criatividade e terminologia influenciaram muitos outros autores do século XII em diante.
Os textos em latim da maioria das obras de Guilherme estão na Patrologia Latina de Migne (vol. 180; 184-185). Todos eles estão também disponíveis em edições críticas na série "Corpus Christianorum Continuatio Medievalis" (86-89B). 